# سیارک ۱۶۲۰۳۵
سیارک ۱۶۲۰۳۵ (به انگلیسی: 162035 Jirotakahashi، نامگذاری:1995YW1)۱۶۲۰۳۵مین سیارک کشف شده‌است که در ۱۷ دسامبر ۱۹۹۵ کشف شد.